# Alexandru Suvorov
Alexandru Suvorov (russisch Александр Суворов / Alexander Suworow) (* 2. Februar 1987 in Chișinău, Moldauische SSR, Sowjetunion) ist ein moldauischer Fußballspieler.

## Karriere
Suvorov gab bereits als 15-Jähriger sein Profidebüt in der Saison 2002/03 als Stürmer bei Sheriff Tiraspol. Bei dem moldauischen Rekordmeister verbrachte er den größten Teil seiner bisherigen Karriere, lediglich im Jahr 2008 spielte er auf Leihbasis beim FC Tiraspol. Während der Saison 2009/10 wechselte er schließlich zum KS Cracovia in die polnische Ekstraklasa. Ende November 2012 gab er bekannt seinen zum Jahresende 2012 auslaufenden Vertrag nicht zu verlängern. Zunächst war Suvorov vereinslos, bevor er zurück in seine Heimat kehrte und bei Academia UTM Chișinău einen Einjahresvertrag unterschrieb.
Im Sommer 2013 schloss sich Suvorov Mordowija Saransk in der russischen 1. Division an. In der Saison 2013/14 kam er nur dreimal zum Einsatz und saß meist auf der Einwechselbank. Seine Situation änderte sich auch in der Folgesaison nicht. Im Februar 2015 heuerte er beim FC Milsami in der Republik Moldau an. Auch hier kam er nur zu gelegentlichen Kurzeinsätzen. Anfang 2016 kehrte er zu Academia Chișinău zurück. 2016/17 spielte er für den FC Zaria Bălți und seitdem für Sfântul Gheorghe Suruceni.
Suvorov ist für seinen starken linken Fuß bekannt und war lange Zeit fester Bestandteil der moldauischen Fußballnationalmannschaft.

## Erfolge und Auszeichnungen
- Moldauischer Meister: 2002/03, 2003/04, 2004/05, 2005/06, 2006/07, 2007/08, 2008/09, 2009/10, 2014/15
- Moldauischer Pokalsieger: 2005/06, 2007/08, 2008/09, 2009/10
- GUS-Pokalsieger: 2003, 2009
- Fußballer des Jahres in der Republik Moldau: 2011